# Cajeput
Melaleuca cajuputi
Espèce
Classification phylogénétique
Répartition géographique
Le cajeput ou cajeputier ou mélaleuque blanc (Melaleuca cajuputi) est une espèce de plantes à fleurs de la famille des Myrtaceae. C'est un arbre originaire de l'Asie du Sud-Est et du nord de l'Australie.
Il est exploité dans de nombreuses régions tropicales pour la production d'huile de cajeput.
L'espèce connue sous de multiples noms vernaculaires locaux, a été pendant longtemps référencée comme Melaleuca leucadendron. La ressemblance des espèces de mélaleuques à larges feuilles, comme le cajeput (M. cajuputi), le M. leucadendra, le niaouli (M. quinquenervia), ou le M. viridiflora a été la source d'une grande confusion nomenclaturale. Les premières études systématiques des Melaleuca de Blake (1968) puis de Craven et Barlow (1997) ont montré la nécessité de revoir le statut de plusieurs de ces espèces. L'ensemble des espèces litigieuses, à larges feuilles, persistantes et odorantes et écorce s'exfoliant a été rassemblé dans le  « Complexe Melaleuca leucadendra ». En 2003, Craven répertorie les quinze espèces dans ce complexe et en donne une clé explicite, basée sur une morphologie florale fine.
Suivant ces derniers travaux taxonomiques, le cajeput, l'arbre dont on extrait l'huile de cajeput des feuilles, doit être considéré comme le Melaleuca cajuputi.
L'espèce Melaleuca cajuputi dont la distribution s'étend bien au-delà de l'Australie, a été divisée en trois sous-espèces (voir carte ci-dessous) :
- subsp. cajuputi : Australie du nord, Timor, Moluques
- subsp. cumingiana : Malaisie, Sumatra, Kalimantan
- subsp. platyphylla : péninsule du cap York (Australie), Papouasie-Nouvelle-Guinée.

La plantation des cajeputiers pour la production d'huile essentielle médicinale a contribué à la dispersion et la naturalisation de l'espèce bien au-delà de son aire d'origine. La sous-espèce cumingiana s'observe en Chine tropicale, Indonésie, Malaisie, Birmanie, Thaïlande, Vietnam, Philippines.
Son huile essentielle (comme celle des autres Melaleuca) , ne devrait pas être ingérée, surtout par les enfants et femmes enceintes ou allaitantes.

## Étymologie
Le terme de latin scientifique melaleuca est composé de deux termes empruntés au grec : melas μέλας  « noir » et leucos λευκος « blanc », en raison des couleurs contrastées du tronc et des branchages.
Le nom français cajeput et l'épithète spécifique cajuputi sont empruntés à  l'indonésien (bahasa Indonesia), Kayu putih « bois blanc » désignant l'arbre Melaleuca cajuputi.

## Synonymie
Selon les données taxonomique de la base de données World Flora Online, cet arbre dont le nom scientifique valide est Melaleuca cajuputi Powell, a aussi été vernaculairement dénommé Cajeput, Cajeputier, Mélaleuque blanc, Broad-leaved paperbark, Cajuput ou  White samet.
Ses synonymes scientifiques (dénominations désuètes) sont :
- Melaleuca cajuputi Powell
- Melaleuca angustifolia (Blume) Blume
- Melaleuca cajuputi subsp. cajuputi
- Melaleuca cajuputi subsp. cumingiana (Turcz.) Barlow Melaleuca commutata Miq.
- Melaleuca eriorhachis Gand.
- Melaleuca lancifolia Turcz.
- Melaleuca leucadendra var. minor (Sm.) Duthie Melaleuca minor Sm.
- Melaleuca saligna (J.F.Gmel.) Reinw. ex Blume Melaleuca trinervis Buch.-Ham.
- Melaleuca viridiflora var. angustifolia Blume Metrosideros comosa Roxb.
- Myrtus saligna J.F.Gmel.
- Nania comosa (Roxb.) Kuntze
- Pimentus saligna (J.F.Gmel.) Raf.

## Description

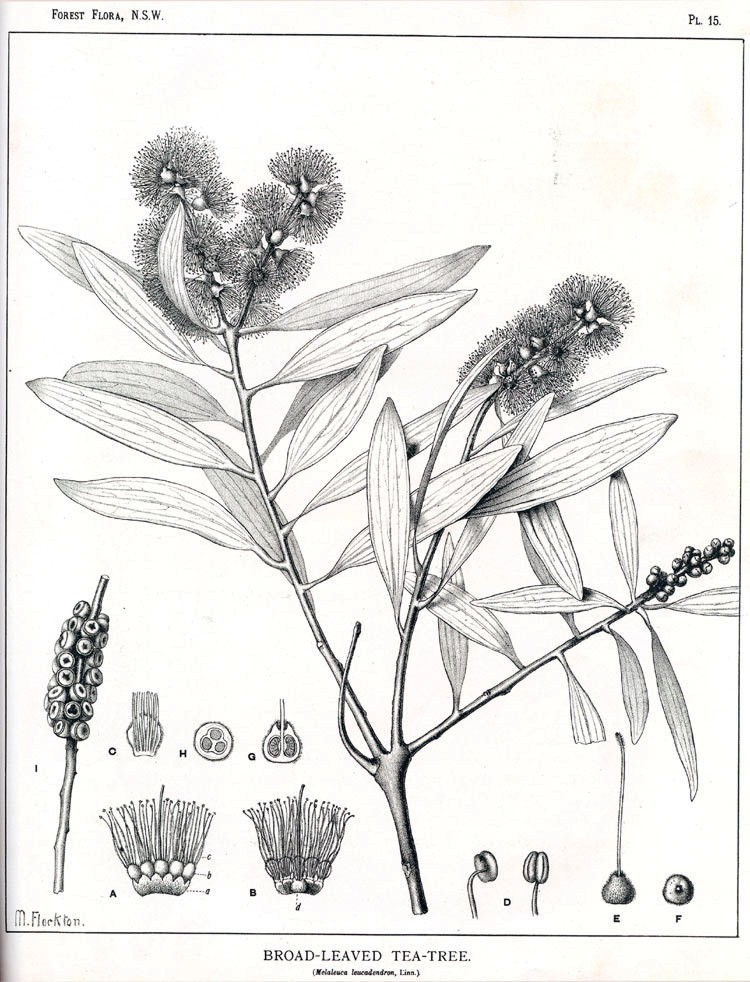
Braod-leaved tea-tree
(planche de Maiden (1859-1925)).

Craven et Barlow décrivent ainsi l'espèce :

Le cajeput, Melaleuca cajuputi, est un arbuste ou un arbre à feuilles persistantes, pouvant atteindre 30 m de haut. L'écorce épaisse, blanchâtre, s'exfolie en larges bandes.
Les rameaux sont couverts d'une pubescence de poils fins, assez denses et longs.
Les feuilles font 4,5 à 14 cm de long sur 1,5 à 5 cm de large et sont portées par un pétiole de 5-15 mm de long. Le limbe de forme étroitement elliptique est couvert de soies appressées et parcouru par 5 à 9 nervures parallèles.
L'inflorescence est un épi faisant jusqu'à 28 mm de large, et regroupant les fleurs en 8 à 17 triades, portées par un rachis pubescent. Elles sont de couleur crème. L'hypanthium est pubescent ou pubérulent, en forme de coupe, de 1,6 mm de long. Les 5 sépales sont caducs et les 5 pétales de 2,4 mm de long sont sous-tendus par des glandes. Les nombreuses étamines sont groupées par faisceaux de 8 à 13. Les filaments de 9,2 à 10 mm de long, sont blancs, crèmes ou jaunâtres.
L'hypanthium lignifié porte la capsule contenant de nombreuses graines.
Suivant Craven (2003), les sous-espèces peuvent se distinguer, par la taille des feuilles anciennes (avec des nervures secondaires aussi distinctes que les principales) et le nombre d'étamines par faisceau.
| Clé des sous-espèces de M. cajuputi (Craven, 2003) Feuille: la largeur est donnée et le rapport de la longueur L à la largeur l |                          |                        |                        |
| Feuille | l=10-16 mm L/l=2,8 à 9,7 | 19-28 mm L/l=2,2 à 2,9 | 25-50 mm L/l=1,3 à 6,5 |
| Étamines par faisc. | 8-11                     | 6-8                    | 9-12                   |
| Sous-espèce | cajuputi                 | cumingiana             | platyphylla            |

## Distribution
L'espèce Melaleuca cajuputi est largement distribuée de l'Asie du Sud-Est au nord de l'Australie. 
La production d'huile de cajeput commerciale semble  à l'origine provenir d'arbres de la sous-espèce M. cajuputi subsp. cajuputi, croissant dans l'archipel des Moluques (en Indonésie) au début du XVIIIe siècle et que par la suite, leur culture se soit largement étendue à l'Indonésie et l'Asie du Sud-Est.
Barlow (1988) considère que la sous-espèce M. cajuputi subsp. cumingiana a colonisé d'importants domaines vers l'ouest, même à travers la ligne de Wallace.
Le cajeput croît sur les bords de rivière, dans les zones marécageuses ou inondées en saison des pluies, mais aussi sur des sols secs et rocheux.
Il est largement cultivé en Asie tropicale depuis plus d'un siècle et a été introduit en Chine pour sa culture.

## Utilisations
- Des feuilles, on extrait l'huile de cajeput par distillation, une huile essentielle largement utilisée pour ses propriétés antiseptiques. Elle est également utilisée en parfumerie.

- Ses fleurs sont recherchées par les abeilles qui fournissent un miel apprécié.
- Au Cambodge, l'écorce du cajeput, smach chanlos (« smach à torches »), épaisse et résineuse, sert à faire des torches[n 3].
- Le cajeput est aussi cultivé comme arbre ornemental.